# Tekstkritiek van de Bijbel

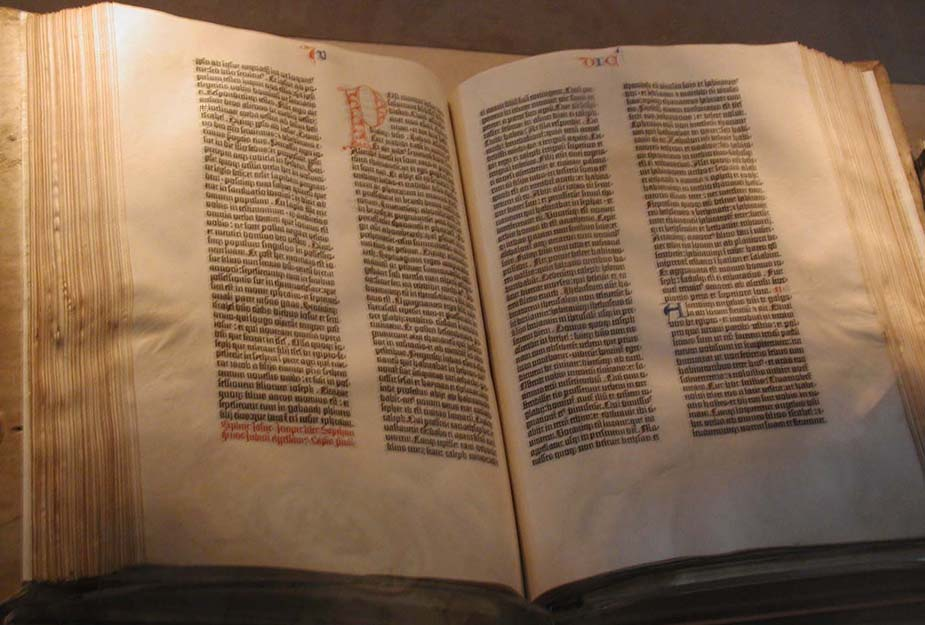
Gutenbergbijbel

Tekstkritiek van de Bijbel bestudeert de overlevering van de tekst van de Bijbel en tracht de oorspronkelijke tekst van het Oude Testament en het Nieuwe Testament vast te stellen door de werkwijze van de tekstkritiek toe te passen op de oude Bijbelse handschriften.

## Fouten
Bij het overschrijven kunnen allerlei fouten in de tekst zijn geslopen. Zo kan de kopiërende schrijver
- Per ongeluk een (gedeelte van een) vers verdubbelen (dittografie) of overslaan (omissie). Dat zal vooral gebeuren als het einde of het begin van twee zinnen gelijk zijn aan elkaar (homoioteleutikon of homoioarcton).
- Een ander voorbeeld is dat soms "onze" en "uw" (of "jullie") verwisseld zijn, omdat bij het dicteren ΗΜΩΝ (hêmoon) en ΥΜΩΝ (humoon) moeilijk te onderscheiden zijn, omdat ze vaak beide werden uitgesproken als himoon (jotacisme).
- Bij het kopiëren van een tekst konden letters verward worden, bijvoorbeeld De Hebreeuws R , W en D : , ד,ו,ר of in het Grieks de Th en de O (θ , O) of de dubbel L en de M (ΛΛ en Μ) en andere.
- Wanneer de fout in de tekst bij een volgende kopieerronde werd opgemerkt trachtte men die te verbeteren en voegde zo soms juist een fout toe.

Daarnaast heeft men soms
- teksten willen verduidelijken,
- fouten verbeterd en daardoor fouten toegevoegd,
- gelijkluidende maar ietwat verschillende Bijbelteksten aan elkaar aangepast,
- een opmerking die in de kantlijn was geplaatst in een volgende kopie opgenomen in de Bijbeltekst (een glosse),
- toegegeven aan de psychologisch verklaarbare reden om meer toe te voegen dan te verwijderen.[1]

Met name het Nieuwe Testament kent duizenden variabele lezingen, die echter meestal weinig invloed hebben op de betekenis van een passage of voor de betekenis van het betreffende Bijbelboek.
De overgrote meerderheid van de Bijbeltekst is betrouwbaar overgeleverd.

## Tekstfamilies
Soms zijn er zoveel handschriften beschikbaar, dat het ondoenlijk is om elk handschrift afzonderlijk te beoordelen. Het is dan nuttiger de handschriften te groeperen in families of teksttypes. Degenen die de handschriften vervaardigd hebben, beschikten niet over het origineel. Voor de uitvinding van de boekdrukkunst was de enige manier om boeken te vermenigvuldigen, kopieën te maken van de ene kopie die men in bezit had. Dat kon door stuk voor stuk overschrijven, of door het boek voor te lezen aan een groep mensen van wie de leden dan elk één kopie vervaardigden. Het gevolg van deze procedure is natuurlijk dat een fout in het handschrift dat gekopieerd werd, in alle kopieën terechtkwam en een fout bij het voorlezen eveneens. De kopieën dienden zelf ook weer als model, waardoor de fout vermenigvuldigd werd. Hierdoor ontstonden op den duur tekstfamilies.

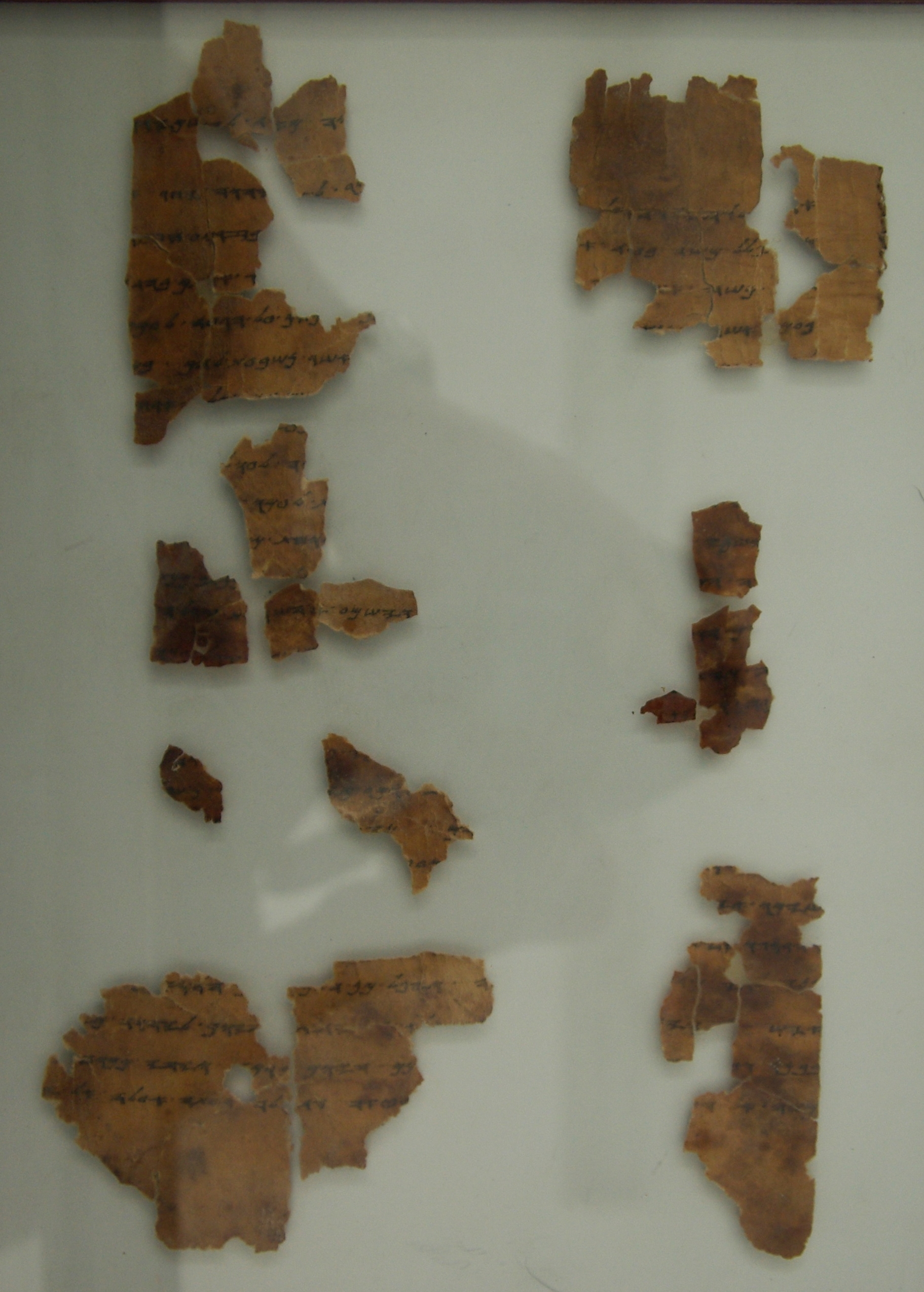
Dode Zee-rollen; Fragmenten uit grot 4; De fragmenten van de Dode Zeerollen vormden een enorme legpuzzel, die met geduld en computers zo goed mogelijk is opgelost

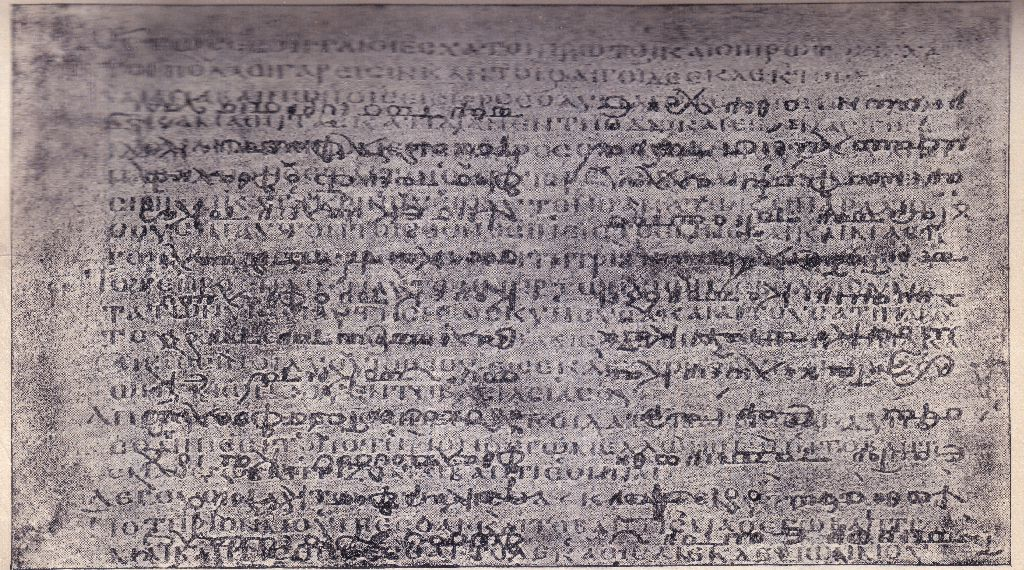
Codex Ephraemi Rescriptus, in de Bibliothèque nationale de France, Parijs. dit handschrift bevatte een middeleeuws heiligenleven. dat over de Bijbeltekst heen geschreven was, die daardoor moeilijk te ontcijferen is

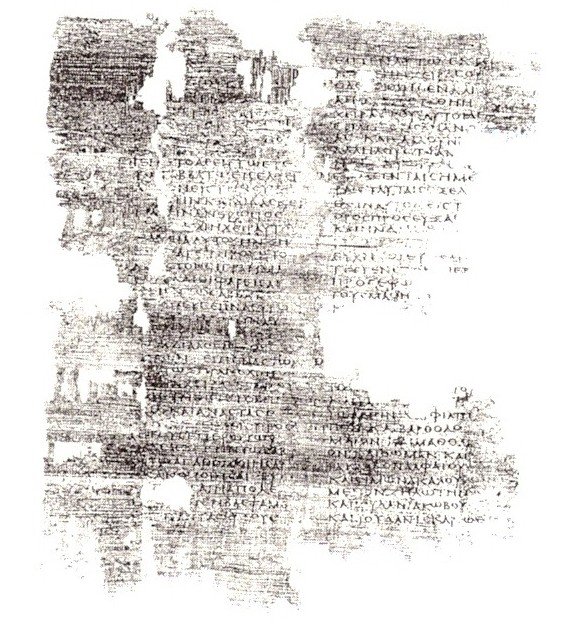
Papyrus 4; (ca. 250) het materiaal waarop de tekst gevonden is, was gebruikt om een filosofisch boek mee in te binden

## Oude Testament: meerdere teksttypen
De Masoreten, door wie de belangrijkste tekst van het Oude Testament is overgeleverd, waren tekstcritici voordat het woord was uitgevonden. Zij telden hoe vaak een woord in hun tekst voorkwam, bepaalden hoeveel woorden een boek of een gedeelte had en welk woord precies in het midden van een boek stond. Dachten zij een fout aan te treffen, dan verbeterden zij die niet, maar plaatsten de klinkers van de voorgestelde verbetering tussen de medeklinkers van het woord uit hun tekst. In de kantlijn plaatsten ze dan de voorgestelde verbetering (Quere). Oude, moeilijk leesbare handschriften werden uit voorzorg plechtig begraven, na tijdelijk opgeslagen te zijn geweest in de genizah (opslagruimte) van de synagoge. De oudste Masoretische handschriften van het Oude Testament zijn dan ook naar verhouding niet oud (rond het jaar 1000), maar de tekst is zo betrouwbaar, dat ook een "kritische" editie als de Biblia Hebraica Stuttgartiensa in principe de tekst weergeeft van de Codex Leningradensis. (MT = Masoretische Tekst.)
Toch hadden tekstcritici nog wel iets van doen met het Oude Testament. Sommige onduidelijke gedeelten konden worden opgehelderd met de oude Griekse vertaling de Septuagint of met de Samaritaanse Pentateuch. Tussen 1947 en 1956 werden de Dode Zeerollen gevonden, die ten tijde van de opstand tegen de Romeinen, vóór het jaar AD 70, in veiligheid waren gebracht. Daarmee is het mogelijk onzekere passages uit het Oude Testament te onderzoeken met behulp van handschriften van voor of hooguit rond het begin van de jaartelling. Het Masoretische teksttype is ook aangetroffen in de Dode Zeerollen, en blijkt dus minstens duizend jaar lang vrijwel foutloos overgeleverd te zijn. Ook de op vrijere wijze overgeleverde teksttypes die bekend zijn van de Septuagint en de Samaritaanse Pentateuch blijken in de Dode Zeerollen al aanwezig, naast nog minstens een andere tekstfamilie.

## Tekstkritiek van het Nieuwe Testament

### Algemeen
Het Nieuwe Testament is tekstkritisch verreweg het beste overgeleverd van alle antieke teksten. Het Nieuwe Testament is binnen de algemene tekstkritiek een uitzonderingsgeval vanwege het grote aantal tekstgetuigen en vanwege de onmogelijkheid om een volledige overleveringsgeschiedenis op te stellen door de hoge mate van contaminatie.
Het Nieuwe Testament werd oorspronkelijk niet als compleet geschrift geschreven en overgeleverd. De afzonderlijke geschriften zijn op verschillende plaatsen en op verschillende momenten ontstaan en werden later in vier grotere tekstcorpora verenigd. Nog later werden deze in een gezamenlijke codex samengenomen. De vier delen zijn:
1. De vier evangeliën;
2. De Katholieke brieven (Corpus Apostolicum), vaak samen met de Handelingen van de apostelen;
3. Het Corpus Paulinum inclusief de Brief aan de Hebreeën;
4. De Openbaring van Johannes als afzonderlijk boek.

Veel handschriften bevatten hierom slechts afzonderlijke delen van het Nieuwe Testament. Complete handschriften gaan in hun afzonderlijke delen op verschillende voorgangers terug. Een volledig handschrift kan in de evangeliën een goede, maar in de overige delen een inferieure tekst hebben, of omgekeerd. De afzonderlijke overlevering van de afzonderlijke delen weerspiegelt zich tot in de Nieuwe Tijd, waarin zelfs in gedrukte uitgaven nog geen eenduidige volgorde van boeken valt te zien.
De meeste autografen van het Nieuwe Testament ontstonden tussen het midden van de eerste eeuw en het begin van de tweede eeuw na Christus. Deze autografen zijn verloren gegaan en alleen in afschriften bewaard. De eerste bekende papyrusfragmenten komen uit het midden van de tweede eeuw. Uit dezelfde tijd komen de eerste citaten bij de vroegchristelijke schrijvers en niet veel later de vertalingen in andere talen. De eerste volledig overgeleverde tekstgetuigen zijn op perkament geschreven en stammen uit de vierde eeuw.
Er zijn meer dan 5.000 tekstgetuigen in het Grieks, meer dan 10.000 Latijnse handschriften en verder ongeveer 10.000 handschriften van andere oude vertalingen. Verder worden de teksten regelmatig door vroegchristelijke schrijvers geciteerd.
De kopiisten wisselden vaak hun bronkopie, werkten met meerdere bronhandschriften tegelijkertijd of corrigeerden de kopie later met behulp van andere handschriften. Daardoor hebben veel handschriften niet één, maar meerdere oorsprongen: dit heet contaminatie. Het opstellen van een stemma, een stamboom van handschriften, is hierdoor zeer moeilijk en ten dele niet mogelijk. De nieuwtestamentische tekstkritiek omzeilde dit probleem sinds de achttiende eeuw door tekstgetuigen in groepen in te delen met een bepaald teksttype. Door de coherentiemethode is deze benadering vanaf de 21e eeuw achterhaald.

### Ouderdom en indeling van de handschriften
In de achttiende eeuw ontstond de theorie dat de handschriften van het Nieuwe Testament in drie of vier families zijn in te delen. Deze theorie is door de coherentiemethode achterhaald. In deze teksttypentheorie onderscheidde men meestal de volgende teksttypen:
1. In West-Europa circuleerde de westerse tekst. Die werd al gauw in het Latijn vertaald. Griekse getuigen voor de Westerse tekst zijn de Griekse gedeelten van tweetalige handschriften, zoals de Codex Bezae voor de evangeliën en de Codex Claromontanus voor de brieven van Paulus. De meeste getuigen van deze, nogal vrije, tekst zijn echter oude Latijnse handschriften.
2. Eeuwenlang zijn in de Grieks-orthodoxe Kerk handschriften gekopieerd. Dit teksttype wordt de meerderheidstekst of de Byzantijnse tekst genoemd. De oudste getuige van dit teksttype zijn de evangeliën in de Codex Alexandrinus uit de vijfde eeuw. De meeste getuigen van de Byzantijnse tekst zijn echter duizenden in cursief geschreven middeleeuwse handschriften.
3. De Alexandrijnse tekstfamilie is van hoge kwaliteit. De Codex Sinaiticus en de Codex Vaticanus zijn zeer betrouwbare handschriften uit de vierde eeuw. Deze Alexandrijnse tekst werd niet of nauwelijks meer gekopieerd nadat haar verspreidingsgebied geïslamiseerd werd. (De Codex Alexandrinus hoort dus wat de evangeliën betreft niet tot de Alexandrijnse tekstfamilie).
4. Sommigen[bron?] onderscheiden nog een Caesareaanse familie, waarvan de minuskels van familie 1 en familie 13, die overigens zelf uit Italië afkomstig zijn, de belangrijkste getuigen zouden zijn.

Het probleem van deze indeling is dat de gegevens in de handschriften er niet mee overeenstemmen. Vanaf het eind van de 19e eeuw heeft men ongeveer 120 fragmenten van het kwetsbare papyrus met teksten van het Nieuwe Testament gevonden. Bijvoorbeeld de papyrus 52, een snipper Johannes evangelie uit 125 – 150 na Christus of de papyrus 66 en de papyrus 75 uit ongeveer 200. Het blijkt dat deze oude papyri vaak niet in te delen zijn in een van de klassieke families. De tekst van de papyri is vaak nog vrij, bijvoorbeeld Papyrus 45; 46 en 66 tonen dat de tekst nog niet geheel vast lag. Een vaste tekst, overeenkomend met de Codex Vaticanus geeft onder meer Papyrus 75. Aland onderscheidt daartussenin een normale tekst, die hij vindt in Papyrus 4, 5, 12 en andere. De tekst van sommige Papyri lijkt een voorloper van de Westerse tekst die Aland liever D-tekst noemt, omdat deze tekst volgens hem niet in het westen is ontstaan. In de eerste decennia van de 21e eeuw is met de coherentiemethode aangetoond dat de overeenkomsten binnen de vermeende teksttypen te klein zijn om van teksttypen te kunnen spreken. Eerder is er sprake van een continue ontwikkeling vanaf de vroegste tijd tot de laat-Byzantijnse meerderheidstekst.

### Methode
In het kort gaat de tekstkritiek van het Nieuwe Testament als volgt te werk:
- De tekst van de antieke handschriften wordt gereconstrueerd en ontcijferd.
- De manuscripten die zo voorhanden zijn worden met elkaar vergeleken en de varianten genoteerd (collatie). In de op coherentie gebaseerde genealogische methode (Coherence Based Genealogical Method) krijgt elk woord een uniek adres, waardoor de computer alle plekken van variatie kan opnemen en de pregenealogische coherentie tussen handschriften kan berekenen.
- De varianten worden geanalyseerd, in het bijzonder met het oog op hun ontstaan. Het blijkt dat varianten op de volgende manieren kunnen ontstaan:
  - Overschrijffouten (dubbele zinnen, woorden of letters (dittografie), weggelaten zinnen, woorden of letters (haplografie), verwisseling van op elkaar lijkende letters, schrijffouten);
  - Een moeilijke tekst werd vereenvoudigd;
  - Een korte tekst werd aangevuld;
  - Een ongebruikelijke tekst werd aan een gebruikelijke aangepast ('Christus Jezus' wordt bijvoorbeeld 'Jezus Christus') of bij de synoptische evangeliën werden parallelle teksten aan elkaar aangepast;
  - Een verandering op grond van jotacisme: klankverandering in de Griekse taal.
  - In de coherentiemethode speelt pregenealogische coherentie een rol. Zwakke coherentie binnen een variant kan wijzen op overlevering in verschillende lijnen, maar ook op het meerder malen ontstaan van dezelfde variant.
- Een mogelijk oorspronkelijke variant wordt bepaald. De variant die het ontstaan van alle andere varianten het beste verklaart, is de oorspronkelijke. Verdere factoren zijn daarbij ook de ouderdom en de kwaliteit van een handschrift. De handschriften hebben een onderscheiden gewicht en onderscheiden geloofwaardigheid. Maar ook een jonge kopie kan een zeer goed en oud bronhandschrift gehad hebben. Door deze beslissing ontstaan er op elke plaats lokale stemma's tussen varianten, die bij de coherentiemethode in de computer worden ingevoerd.
  - Conjecturen, door de uitgevers voorgestelde varianten zonder basis in de overlevering, komen bij de nieuwtestamentische tekstkritiek hoogst zelden voor, omdat vrijwel altijd een bestaande variant alle overige varianten kan verklaren. De (Herziene) Statenvertaling bijvoorbeeld volgt in Jakobus 4:2 een gissing van Erasmus die in de Textus Receptus is terechtgekomen. Moderne edities en vertalingen doen dat niet meer. Daarentegen bevat de nieuwste teksteditie bij 2 Petrus 3:10 een conjectuur.
  - Tekstkritische beslissingen op basis van de meerderheid van de bekende tekstgetuigen horen in de moderne tekstkritiek niet thuis. Het aantal tekstgetuigen hangt hoofdzakelijk af van welke overlevering in de loop van de tijd toevallig de overhand heeft gekregen. Deze meerderheid laat zich mogelijk op slechts enkele handschriften terugvoeren. Alleen de te reconstrueren tekst van de handschriften aan de basis van de meerderheid hebben tekstkritische waarde. De rest kan worden geëlimineerd.
- In de coherentiemethode wordt vervolgens op basis van de lokale stemma's de genealogische coherentie tussen de teksten van de handschriften berekend. Elke tekst in een handschrift krijgt potentiële voorouders en nakomelingen. Vervolgens wordt per plaats van variatie gekeken of het lokale stemma voldoende overeenkomt met de genealogische coherentie tussen de teksten in de handschriften. (Zo zou het bijvoorbeeld vreemd zijn als de als initiële tekst A aangeziene variant a op basis van genealogische coherentie steeds in teksten blijkt voor te komen die teksten met variant b als potentiële voorouder hebben.) Zo nodig worden lokale stemma's en de initiële tekst aangepast en de totale genealogische coherentie berekend. De tekst gaat zo naar de volgende fase. Dit proces herhaalt zich nog enkele keren. De initiële tekst A die zo ontstaat, wordt in de Editio Critica Maior in de bovenste regels afgedrukt.

Al dit werk wordt omgezet in het zogeheten kritisch apparaat van de Griekse teksteditie, waarmee de betrouwbaarheid van de tekst valt te beoordelen. Daarbij worden in voetnoten de mogelijke varianten bij een Bijbelvers gegeven, de bijbehorende tekstgetuigen en andere relevante informatie.
Tekstkritiek interesseert zich niet voor de inhoudelijke uitleg van de tekst, maar levert als eerste stap binnen de historisch-kritische exegese de verder te analyseren tekst.

### Doel
Tekstkritiek is vooral bedoeld als terugkeer naar de oorsprong van teksten door het elimineren van secundaire toevoegingen en veranderingen. Anderzijds is de tekstgeschiedenis met haar vertalingen, glossen, toevoegingen en veranderingen een historische bron op zich. Vaak zijn veranderingen te begrijpen als uitleg van de tekst en kunnen daarom als deel van de geschiedenis van de uitleg begrepen worden.
Onder tekstcritici is het omstreden of er van een 'oorspronkelijke tekst' van het Nieuwe Testament gesproken kan worden. Het begrip 'oorspronkelijke tekst' veronderstelt namelijk een rechtlijnige ontstaansgeschiedenis met één autograaf. Maar de volgende voorbeelden laten zien dat dit wellicht een te eenvoudige voorstelling van zaken is:
- Het Evangelie van Matteüs en het Evangelie van Lucas lijken een iets afwijkende versie van het Evangelie van Marcus te gebruiken ten opzichte van de overgeleverde versie van het oudste evangelie. Zijn er twee of meer edities van hetzelfde evangelie in omloop geweest?
- Sommige brieven van Paulus (zoals 2 Korinthiërs en Filippenzen) zijn mogelijk een brievencompilatie. In deze gevallen is de oorspronkelijke tekst het product van een anonieme redacteur.
- De tekst van de Handelingen van de apostelen is ook overgeleverd in een uitgebreidere versie. Is dit alleen tekstcorruptie of een nieuwe editie op zichzelf?

Het doel van de moderne tekstkritiek (bijvoorbeeld van de Editio Critica Maior) in het licht hiervan is om de initiële tekst (Ausgangstext, initial text) te reconstrueren, dat wil zeggen de tekst zoals die aan het begin staat van de bekende overlevering. Tussen deze initiële tekst en de oorspronkelijke tekst (of, preciezer, de tekst zoals deze voor het eerst in omloop geraakte) zit een kortere of langere periode. Meestal neemt men aan dat de initiële tekst de beste en eenvoudigste hypothese is voor de tekst zoals deze voor het eerst in omloop geraakte, omdat er geen aanwijzingen zijn voor ingrijpende veranderingen in de tussentijd.

### Geschiedenis van de tekstkritiek
Met de opkomst van de boekdrukkunst en Bijbelvertalingen kreeg de vraag naar de juiste Bijbeltekst een bijzonder gewicht. Kardinaal Francisco Jiménez de Cisneros stelde in 1514 met grote persoonlijke en financiële inzet de Complutensische Polyglot samen. Tot 1520 was er echter geen pauselijke toestemming om deze uitgave te publiceren. Cisneros stierf in 1517. Het eerste Griekse Nieuwe Testament verscheen in druk in 1516: het Novum Instrumentum omne van Erasmus. De tekst was gebaseerd op een vijftal jonge minuskelhandschriften van de Byzantijnse tekstfamilie en in enkele gevallen op terugvertalingen uit de Vulgaat. Vervolgens verschenen steeds edities van ongeveer deze tekst, waarbij steeds meer minuskelhandschriften verwerkt werden, die eveneens tot de Byzantijnse tekstfamilie behoorden. Deze tekst werd de brontekst voor de Statenvertaling en de King James Version. Vanaf een uitgave van Elsevier heet deze tekst Textus Receptus.
Theodoras Beza vond de Codex Bezae uit de 5e eeuw, die dus in die tijd het oudst bekende handschrift van de westerse tekst was. Omdat er enkele ongewone varianten in dit teksttype voorkomen, maakte Beza er weinig gebruik van. Ook wilde hij de Bijbellezers niet in verwarring brengen. De Franse boekdrukker Robert Estienne (Stephanus) drukte als eerste in zijn Editio Regia de varianten van de oudere tekstgetuigen af in het apparaat. Hij voerde ook in 1551 de bekende versindeling in.
In de achttiende eeuw begon de moderne tekstkritiek. John Mill verzamelde in zijn uitgave alle verschillende destijds bekende varianten, zodat de lezer in staat was de varianten aan verschillende tekstgetuigen te koppelen. Ook gaf hij zijn tekstgetuigen precieze aanduidingen en meldde hij hun bewaarplaats. Daarnaast besprak hij de karakteristieken, de ouderdom en de kwaliteit van de handschriften. Na zijn dertigjarige arbeid stierf hij twee weken na de publicatie van zijn Nieuwe Testament in 1707.
Johann Albrecht Bengel had zelf geen toegang tot oudere handschriften, maar is wel van grote betekenis geweest voor de ontwikkeling van de tekstkritiek, zowel in het geval van het Nieuwe Testament als in het algemeen. Hij stelde voor het eerst tekstkritische regels op in zijn Prodromus N T G adornandi (1725):
- Proclivi scriptioni praestat ardua (de duistere variant gaat voor de heldere; thans bekend als lectio difficilior potior);
- Manuscripti non sunt numeratur sed ponderatur (manuscripten moeten niet geteld maar gewogen worden).

Bengel ontwierp de methode om stemmata (stambomen) van handschriften op te stellen en hij herkende grondfamilies van teksten. In zijn tekstuitgave van 1734 constateerde hij verscheidene fouten in de tekst van Erasmus, die hij in het apparaat verbeterde. De meeste van deze verbeteringsvoorstellen zijn later door nieuwe handschriften juist gebleken.
In de negentiende eeuw nam het onderzoek een grote sprong voorwaarts. Er werden vele nieuwe tekstgetuigen toegankelijk gemaakt en de Textus Receptus werd in toenemende mate bekritiseerd. Voor het eerst werden teksten gedrukt aan de hand van tekstkritische resultaten: in 1804-1807 door Johann Jakob Griesbach en in 1831 door Karl Lachmann. Konstantin von Tischendorf bracht vele tot dan toe onbekende Bijbelse handschriften aan het licht, onder meer de Codex Sinaiticus en de Codex Ephraemi Rescriptus. Hij deed een hele reeks kritische edities het licht zien, waaronder in 1872 één met een volledig kritisch notenapparaat.
In 1881 publiceerden B.F. Westcott en F.J.A. Hort in twee delen The New Testament in the Original Greek. Deel 1 bevatte hun Griekse tekst, deel 2 een lange inleiding van Hort en een Appendix met probleempassages. Hort trekt in deze inleiding beargumenteerd de conclusie, dat de eigen varianten van het Byzantijnse teksttype en de Textus Receptus bij serieus onderzoek niet oorspronkelijk blijken te zijn. Ook naar huidige maatstaven is deze editie nog solide.
Sedert Westcott en Hort zijn er ongeveer 120 papyri ontdekt, die meestal nog weer ouder zijn dan de codices die zij ter beschikking hadden. Grote verzamelingen zijn de Oxyrhynchus papyri, de Bodmer papyri en de Chester Beatty papyri. De eerste zijn bij opgravingen bij Oxyrhynchus in Egypte gevonden. Het zijn over het algemeen erg fragmentarische stukjes papyrus. Bodmer heeft papyri uit Egypte kunnen kopen. Hier bevinden zich enkele weliswaar gehavende, maar toch min of meer complete Bijbelboeken tussen. Bijvoorbeeld Papyrus 66 en Papyrus 75 die het Evangelie volgens Johannes (66 en 75) en Lucas (75) weergeven. Hetzelfde geldt voor de Chester Beatty papyri; bijvoorbeeld Papyrus 45 dat een groot deel van de evangeliën en Papyrus 46 dat de meeste brieven van Paulus bevat.
Westcott en Horts afscheid van de Textus Receptus is blijvend gebleken. Moderne geleerden noemen de Alexandrijnse tekst niet meer 'neutraal'. Toch lijken de hedendaagse teksten meer op die van Westcott en Hort dan op de Textus Receptus. In 1898 gaf Eberhard Nestle de eerste editie van het Novum Testamentum Graece uit, die sinds de 21e editie uit 1952 door Kurt Aland bekend is als Nestle-Aland. Deze editie wordt gekenmerkt door een compacte weergave van veel informatie met behulp van typische tekstkritische tekens. In 1959 richtte Kurt Aland het Institut für neutestamentliche Textforschung in Münster op, dat later door Barbara Aland geleid werd. Hij maakte zich los van oudere uitgaven en collaties, die vaak incorrect en verouderd waren. Tekstgetuigen werden nu opnieuw bestudeerd, gefotografeerd en gecollationeerd. In 1981 ontwierpen de beide Alands een indeling van de tekstgetuigen in vijf categorieën van manuscripten van het Nieuwe Testament. Sinds de jaren tachtig is men bezig met de Editio Critica Maior, waarin zo volledig mogelijk de tekstgeschiedenis van het eerste millennium wordt weergegeven. Dit heeft in de Katholieke brieven reeds geleid tot 34 veranderingen ten opzichte van de 27e editie van Nestle-Aland. De afronding van dit immense project staat gepland voor 2030.
Novum Testamentum Graece van Nestle-Aland, 28e editie 2012 wordt tegenwoordig als standaardtekst beschouwd. De tekst hiervoor wordt geleverd door de Editio Critica Maior, voor zover deze beschikbaar is.
Over het algemeen kan men van oude protestantse publieksvertalingen (zoals (Herziene) Statenvertaling, King James Version, Lutherse Vertaling) een vertaling van de Textus Receptus verwachten. Rooms-katholieke vertalingen zullen tot de encycliek Divino Afflante Spiritu (1943) gecorrigeerd zijn naar de Vulgaat en bij vertalingen van daarna (NBG51; Groot Nieuws Bijbel; Willebrordvertaling; Nieuwe Bijbelvertaling; New International Version; Bijbel in Gewone Taal) kan men in principe op een vertaling van Novum Testamentum Graece rekenen.

## Richtlijnen ('canons') van de tekstkritiek
Het is van belang voor de beslissingen zo veel mogelijk heldere objectieve criteria toe te passen. Zo worden de beslissingen transparant en consistent en wordt de discussie bevorderd.

### Oude Testament
Wat betreft het Oude Testament kan worden opgemerkt:
1. Waar de Hebreeuwse handschriften en de Oude vertalingen overeenstemmen, kan men aannemen dat de oorspronkelijke tekst bewaard is gebleven.
2. Waar de Hebreeuwse handschriften en de Oude vertalingen onderling verdeeld zijn, kiest men hetzij de moeilijkere lezing (wat betreft taal of onderwerp); hetzij de lezing die het ontstaan van de andere variant verklaren kan.
3. Waar de Hebreeuwse handschriften en de Oude vertalingen beide een even goede tekst bieden, geeft men de voorkeur aan de Masoretische tekst.
4. Waar er verschil is tussen de Hebreeuwse handschriften en de Oude vertalingen, en geen van hen biedt een begrijpelijke lezing, dan kan men een veronderstelling doen over wat er misschien gestaan heeft. Zo'n veronderstelling mag echter nooit de uitleg van een hele passage bepalen.

### Nieuwe Testament
Kurt Aland geeft 12 grondregels voor de tekstkritiek van het Nieuwe Testament:
1. Slechts één tekst kan de oorspronkelijke zijn;*
2. Die tekst is oorspronkelijk waar het externe en het interne bewijs overeen stemmen;
3. Vertrekpunt is steeds de tekst zoals die in de handschriften gevonden wordt;
4. Criteria die berusten op de inhoud en context van een tekst zijn secundair;
5. Het zwaartepunt moet liggen bij de Griekse handschriften, oude vertalingen en citaten van kerkvaders zijn aanvullend;
6. Niet het aantal, maar het gewicht van de handschriften is bepalend; er is niet één handschrift waar men blind op kan varen, elk handschrift heeft zijn eigenaardigheden, dan wel de kenmerken van een teksttype.
7. Je kunt er niet van uitgaan dat elk handschrift het enige met de oorspronkelijke tekst kan zijn;
8. Het helpt als je een soort stamboom van varianten opstelt.
9. Varianten moeten steeds bekeken worden in de context van de overlevering.
10. In zijn algemeenheid is de moeilijkste lezing de meest waarschijnlijke.
11. In zijn algemeenheid is de kortste lezing de meest waarschijnlijke.
12. Wie zich echt met tekstkritiek bezig wil houden moet praktische ervaring opdoen met de Bijbelse handschriften.[6]

Samengevat:
Eén criterium staat bovenaan bij de tekstkritiek van het Nieuwe Testament: de variant die het beste het ontstaan van alle andere varianten verklaart, is waarschijnlijk de oorspronkelijke tekst. Dit wordt beoordeeld aan de hand van extern en intern bewijs:
- Extern bewijs: hierbij wordt gekeken naar de ouderdom van de handschriften, de ouderdom van de teksten, de kwaliteit van de handschriften, en de herkomst daarvan.
- Intern bewijs: schrijvers hadden over het algemeen de neiging de tekst gemakkelijker te maken en beter lopend, en maakten de tekst langer, niet korter. De kortere, moeilijkere tekst zal daarom meestal de originele zijn.
- Ten slotte, maar dit is het subjectiefste criterium: welke variant past het beste in de context, stijl en gedachten van (de schrijver van) het Bijbelboek waar de tekst toe behoort?

## Voorbeelden

### Psalm 145:13
De Nieuwe Bijbelvertaling (2004) geeft bij Psalm 145:13 de volgende voetnoot:
"Psalm 145 is een acrostichon, de verzen beginnen steeds met een volgende letter van het Hebreeuwse alfabet. De veertiende letter noen,נ, ontbreekt echter in de Masoretische Tekst. Een aantal oude vertalingen en een Qumran-handschrift, lezen aanvullend:
Betrouwbaar is de HEER in alles wat hij zegt, heel zijn schepping blijft hij trouw".
Omdat de Nieuwe Bijbelvertaling de Biblia Hebraica Stuttgartensia dat is de Codex Leningradensis weergeeft, blijft dit, waarschijnlijk uit de MT weggevallen vers, in een voetnoot staan, ook al is de vroegere, op de Oude Vertalingen (zoals de Septuagint) gebaseerde reconstructie, nu bevestigd door de Dode Zeerollen, om precies te zijn door de grote psalmrol uit de eerste eeuw voor Christus, 11QPs a.

### Johannes 5:4
De Statenvertaling uit 1637 zegt in Johannes 5
2En er is te Jeruzalem aan de Schaaps poort, een badwater, hetwelk in het Hebreeuws toegenaamd wordt Bethesda, hebbende vijf zalen. 3In dezelve lag een grote menigte van kranken, blinden, kreupelen, verdorden, wachtende op de roering des waters. 4Want een engel daalde neder op zekeren tijd in dat badwater, en beroerde het water; die dan eerst daarin kwam, na de beroering van het water, die werd gezond, van wat ziekte hij ook bevangen was.
De Nieuwe Bijbelvertaling uit 2003 zegt:
2In Jeruzalem is bij de Schaapspoort een bad met vijf zuilengangen dat in het Hebreeuws Betzata heet. 3Daar lag een groot aantal zieken, blinden, kreupelen en misvormden. 4— 
en in twee voetnoten:
- {–(5:3) misvormden –Andere handschriften hebben dit nog als tekst: ‘en verlamden, die het moment waarop het water in beweging kwam afwachtten.}
- {–(5:4) –Andere handschriften hebben dit als een extra vers: ‘4Want op een bepaald moment daalde een engel van de Heer neer in het bad en die bracht het water in beweging. En wie het eerst in het bad was zodra het water was gaan bewegen, werd gezond, wat voor ziekte hij ook had’.}

Waarom is vers 3b en vers 4 geschrapt? De Nieuwe Bijbelvertaling zegt het al: in sommige handschriften komen beide verzen niet voor, in sommige handschriften 3b wel, maar 4 niet en in veel handschriften komen beide voor.
De tekstkritiek gaat vervolgens als volgt te werk:
- intern bewijs:

Het is vanuit het Bijbelgedeelte zelf logischer te veronderstellen dat een monnik het gedeelte heeft toegevoegd dan dat iemand het heeft weggelaten. Want als Jezus een man aanspreekt die al 38 jaar ziek is, klaagt deze, dat hij nooit op tijd in het water kan komen. Het is zeker denkbaar dat een monnik gedacht heeft: "dat moet ik uitleggen", en deze verklaring heeft toegevoegd, misschien eerst in de kantlijn, en dat een volgende monnik de opmerking in de kantlijn tussen de tekst voegde. Een volgende monnik had twee handschriften: één met vers 3b en één met 4; hij voegde ze allebei toe. Het omgekeerde is minder logisch: het is nauwelijks denkbaar dat een monnik een vers weg zou laten, waardoor de tekst moeilijker te begrijpen zou worden. Over het algemeen geldt de regel dat de kortere tekst en de moeilijker tekst waarschijnlijk origineel zijn.
- extern bewijs:

In de oudste en de beste Bijbelse handschriften, zoals de Papyrus 66 (AD 200), de Papyrus 75 (derde eeuw AD), de Codex Vaticanus (4e eeuw) en de Codex Sinaiticus (4e eeuw) ontbreken zowel vers 3b als vers 4. (De laatste twee zijn de handschriften van de "Alexandrijnse tekstfamilie"; de papyri zijn echter moeilijk in te delen).
De Codex Bezae (5e eeuw) en oude Latijnse handschriften (getuigen van de Westerse tekst) geven vers 3b wel, maar vers 4 niet.
De Codex Alexandrinus (5e eeuw AD) en de vele later ontstane minuskels (AD 900-1500) geven zowel 3b als 4. Dit zijn de handschriften van de Byzantijnse tekst, die ook bekendstaat als de Textus Receptus.
De beste en oudste, "Alexandrijnse", handschriften en de nog oudere Papyri P66;75 leggen, al zijn ze getalsmatig in de minderheid, meer gewicht in de schaal dan de Westerse of de Byzantijnse handschriften, al zijn de laatste qua aantal in de meerderheid.
De Statenvertaling is een vertaling van de Textus Receptus. De NBV volgt in principe de tekst van de kritische editie Novum Testamentum Graece van Nestle en Aland, die vers 3b en 4 niet in de lopende tekst hebben opgenomen, maar in een voetnoot van het kritisch apparaat.

### Meer voorbeelden
- De lengte van Goliat, ca. 2,80 was volgens de Septuagint en 4QSam a ca. 2 m.
- Jezus en de op overspel betrapte vrouw
- Westerse non-interpolaties
- Tekstvarianten van het Nieuwe Testament
- Comma Johanneum
- Marcus 16
- Christus' doodsangst in Getsemane
- Matteüs 16:2B-3